# Pseudognaptodon whitfieldi
Pseudognaptodon whitfieldi är en stekelart som beskrevs av Williams 2004. Pseudognaptodon whitfieldi ingår i släktet Pseudognaptodon och familjen bracksteklar. Inga underarter finns listade i Catalogue of Life.